# Сиудад Обрегон
Сиудад Обрегон (на испански: Ciudad Obregón) е град в щата Сонора, Мексико. Сиудад Обрегон е с население от 298 625 жители (по данни от 2010 г.) и е основан през 1927 г. Кръстен е на Алваро Обрегон, един от президентите на Мексико, който управлява страната между 1920 и 1924 г. Сиудад Обрегон се намира на 525 км южно от щата Аризона и Границата между САЩ и Мексико.